# 軟骨質
軟骨質（なんこつしつ、英: chondrin）とは軟骨を煮た際に得られるゼラチン様物質。軟骨は軟骨質の基質内に組み込まれた細胞を含む結合組織。骨の長さの成長に関わっている
。